# West Acre
West Acre – wieś w Anglii, w hrabstwie Norfolk, w dystrykcie King’s Lynn and West Norfolk. Leży 46 km na zachód od Norwich i 143 km na północ od Londynu.